# 2012-es Formula–1 brit nagydíj
A brit nagydíj volt a 2012-es Formula–1 világbajnokság kilencedik futama, amelyet 2012. július 6. és július 8. között rendeztek meg az angliai Silverstone-ban.

## Szabadedzések

### Első szabadedzés
A brit nagydíj első szabadedzését július 6-án, pénteken délelőtt tartották.
| helyezés | versenyző          | csapat/motor         | elért idő  | különbség | futott kör |
| -------- | ------------------ | -------------------- | ---------- | --------- | ---------- |
| 1        | Romain Grosjean    | Lotus-Renault        | 1:56,552   | −         | 13         |
| 2        | Daniel Ricciardo   | Toro Rosso-Ferrari   | 1:56,827   | +0,275    | 10         |
| 3        | Lewis Hamilton     | McLaren-Mercedes     | 1:57,174   | +0,622    | 6          |
| 4        | Sergio Pérez       | Sauber-Ferrari       | 1:57,664   | +1,112    | 11         |
| 5        | Felipe Massa       | Ferrari              | 1:58,119   | +1,567    | 7          |
| 6        | Mark Webber        | Red Bull-Renault     | 1:58,463   | +1,911    | 7          |
| 7        | Kobajasi Kamui     | Sauber-Ferrari       | 1:58,483   | +1,931    | 19         |
| 8        | Michael Schumacher | Mercedes             | 1:58,493   | +1,941    | 10         |
| 9        | Nico Rosberg       | Mercedes             | 1:58,942   | +2,390    | 8          |
| 10       | Jean-Éric Vergne   | Toro Rosso-Ferrari   | 1:59,076   | +2,524    | 12         |
| 11       | Sebastian Vettel   | Red Bull-Renault     | 1:59,414   | +2,862    | 11         |
| 12       | Vitalij Petrov     | Caterham-Renault     | 1:59,614   | +3,062    | 9          |
| 13       | Valtteri Bottas    | Williams-Renault     | 1:59,733   | +3,181    | 7          |
| 14       | Heikki Kovalainen  | Caterham-Renault     | 1:59,787   | +3,235    | 10         |
| 15       | Pastor Maldonado   | Williams-Renault     | 2:00,125   | +3,573    | 5          |
| 16       | Kimi Räikkönen     | Lotus-Renault        | 2:00,253   | +3,701    | 6          |
| 17       | Jenson Button      | McLaren-Mercedes     | 2:01,834   | +5,282    | 6          |
| 18       | Timo Glock         | Marussia-Cosworth    | 2:01,835   | +5,283    | 6          |
| 19       | Pedro de la Rosa   | HRT-Cosworth         | 2:04,341   | +7,789    | 9          |
| 20       | Dani Clos          | HRT-Cosworth         | 2:05,022   | +8,470    | 11         |
| 21       | Charles Pic        | Marussia-Cosworth    | 2:11,760   | +15,208   | 6          |
| 22       | Fernando Alonso    | Ferrari              | idő nélkül |           | 4          |
| 23       | Paul di Resta      | Force India-Mercedes | idő nélkül |           | 3          |
| 24       | Jules Bianchi      | Force India-Mercedes | idő nélkül |           | 1          |

### Második szabadedzés
A brit nagydíj második szabadedzését július 6-án, pénteken délután tartották.
| helyezés | versenyző          | csapat/motor         | elért idő  | különbség | futott kör |
| -------- | ------------------ | -------------------- | ---------- | --------- | ---------- |
| 1        | Lewis Hamilton     | McLaren-Mercedes     | 1:56,345   | −         | 8          |
| 2        | Kobajasi Kamui     | Sauber-Ferrari       | 1:56,474   | +0,129    | 16         |
| 3        | Michael Schumacher | Mercedes             | 1:56,545   | +0,200    | 12         |
| 4        | Nico Rosberg       | Mercedes             | 1:56,567   | +0,222    | 9          |
| 5        | Sergio Pérez       | Sauber-Ferrari       | 1:57,493   | +1,148    | 13         |
| 6        | Jenson Button      | McLaren-Mercedes     | 1:57,948   | +1,603    | 9          |
| 7        | Heikki Kovalainen  | Caterham-Renault     | 1:58,580   | +2,235    | 10         |
| 8        | Kimi Räikkönen     | Lotus-Renault        | 1:58,897   | +2,552    | 8          |
| 9        | Nico Hülkenberg    | Force India-Mercedes | 1:58,943   | +2,598    | 12         |
| 10       | Fernando Alonso    | Ferrari              | 1:59,015   | +2,670    | 14         |
| 11       | Paul di Resta      | Force India-Mercedes | 1:59,429   | +3,084    | 9          |
| 12       | Pastor Maldonado   | Williams-Renault     | 1:59,472   | +3,127    | 6          |
| 13       | Sebastian Vettel   | Red Bull-Renault     | 1:59,476   | +3,131    | 10         |
| 14       | Jean-Éric Vergne   | Toro Rosso-Ferrari   | 1:59,854   | +3,509    | 7          |
| 15       | Felipe Massa       | Ferrari-Ferrari      | 2:0,565    | +4,220    | 7          |
| 16       | Timo Glock         | Marussia-Cosworth    | 2:0,820    | +4,475    | 11         |
| 17       | Bruno Senna        | Williams-Renault     | 2:1,099    | +4,754    | 6          |
| 18       | Vitalij Petrov     | Caterham-Renault     | 2:1,348    | +5,003    | 12         |
| 19       | Charles Pic        | Marussia-Cosworth    | 2:3,719    | +7,374    | 8          |
| 20       | Narain Karthikeyan | HRT-Cosworth         | 2:4,774    | +8,429    | 8          |
| 21       | Romain Grosjean    | Lotus-Renault        | idő nélkül |           | 1          |
| 22       | Daniel Ricciardo   | Toro Rosso-Ferrari   | idő nélkül |           | 2          |
| 23       | Mark Webber        | Red Bull-Renault     | idő nélkül |           | 1          |
| 24       | Pedro de la Rosa   | HRT-Cosworth         | idő nélkül |           | 0          |

### Harmadik szabadedzés
A brit nagydíj harmadik szabadedzését július 7-én, szombaton délelőtt tartották.
| helyezés | versenyző          | csapat/motor         | elért idő | különbség | futott kör |
| -------- | ------------------ | -------------------- | --------- | --------- | ---------- |
| 1        | Fernando Alonso    | Ferrari              | 1:32,167  | −         | 21         |
| 2        | Jenson Button      | McLaren-Mercedes     | 1:32,320  | +0,153    | 20         |
| 3        | Romain Grosjean    | Lotus-Renault        | 1:32,358  | +0,191    | 25         |
| 4        | Sebastian Vettel   | Red Bull-Renault     | 1:32,420  | +0,253    | 21         |
| 5        | Kimi Räikkönen     | Lotus-Renault        | 1:32,454  | +0,287    | 25         |
| 6        | Lewis Hamilton     | McLaren-Mercedes     | 1:32,477  | +0,310    | 20         |
| 7        | Pastor Maldonado   | Williams-Renault     | 1:32,622  | +0,455    | 21         |
| 8        | Sergio Pérez       | Sauber-Ferrari       | 1:32,940  | +0,773    | 19         |
| 9        | Kobajasi Kamui     | Sauber-Ferrari       | 1:33,046  | +0,879    | 20         |
| 10       | Nico Hülkenberg    | Force India-Mercedes | 1:33,150  | +0,983    | 19         |
| 11       | Bruno Senna        | Williams-Renault     | 1:33,267  | +1,100    | 25         |
| 12       | Paul di Resta      | Force India-Mercedes | 1:33,367  | +1,200    | 20         |
| 13       | Mark Webber        | Red Bull-Renault     | 1:33,398  | +1,231    | 24         |
| 14       | Michael Schumacher | Mercedes             | 1:33,462  | +1,295    | 24         |
| 15       | Jean-Éric Vergne   | Toro Rosso-Ferrari   | 1:33,673  | +1,506    | 22         |
| 16       | Felipe Massa       | Ferrari              | 1:33,674  | +1,507    | 21         |
| 17       | Daniel Ricciardo   | Toro Rosso-Ferrari   | 1:33,707  | +1,540    | 21         |
| 18       | Nico Rosberg       | Mercedes             | 1:33,733  | +1,566    | 15         |
| 19       | Heikki Kovalainen  | Caterham-Renault     | 1:34,298  | +2,131    | 18         |
| 20       | Vitalij Petrov     | Caterham-Renault     | 1:34,781  | +2,614    | 20         |
| 21       | Timo Glock         | Marussia-Cosworth    | 1:36,605  | +4,438    | 18         |
| 22       | Charles Pic        | Marussia-Cosworth    | 1:37,060  | +4,893    | 14         |
| 23       | Narain Karthikeyan | HRT-Cosworth         | 1:37,269  | +5,102    | 23         |
| 24       | Pedro de la Rosa   | HRT-Cosworth         | 1:37,429  | +5,262    | 17         |

## Időmérő edzés
A brit nagydíj időmérő edzését július 7-én, szombaton futották.
| helyezés                               | rajtszám | versenyző          | csapat/motor         | 1. rész  | 2. rész  | 3. rész    | rajthely |
| -------------------------------------- | -------- | ------------------ | -------------------- | -------- | -------- | ---------- | -------- |
| 1                                      | 5        | Fernando Alonso    | Ferrari              | 1:46,515 | 1:56,921 | 1:51,746   | 1        |
| 2                                      | 2        | Mark Webber        | Red Bull-Renault     | 1:47,276 | 1:55,898 | 1:51,793   | 2        |
| 3                                      | 7        | Michael Schumacher | Mercedes             | 1:46,571 | 1:55,799 | 1:52,020   | 3        |
| 4                                      | 1        | Sebastian Vettel   | Red Bull-Renault     | 1:46,279 | 1:56,931 | 1:52,199   | 4        |
| 5                                      | 6        | Felipe Massa       | Ferrari              | 1:47,401 | 1:56,388 | 1:53,065   | 5        |
| 6                                      | 9        | Kimi Räikkönen     | Lotus-Renault        | 1:47,309 | 1:56,469 | 1:53,290   | 6        |
| 7                                      | 18       | Pastor Maldonado   | Williams-Renault     | 1:46,449 | 1:56,802 | 1:53,539   | 7        |
| 8                                      | 4        | Lewis Hamilton     | McLaren-Mercedes     | 1:47,433 | 1:54,897 | 1:53,543   | 8        |
| 9                                      | 15       | Nico Hülkenberg    | Force India-Mercedes | 1:46,334 | 1:55,556 | 1:54,382   | 14*      |
| 10                                     | 10       | Romain Grosjean    | Lotus-Renault        | 1:47,043 | 1:56,388 | idő nélkül | 9        |
| 11                                     | 11       | Paul di Resta      | Force India-Mercedes | 1:47,582 | 1:57,009 |            | 10       |
| 12                                     | 14       | Kobajasi Kamui     | Sauber-Ferrari       | 1:46,649 | 1:57,071 |            | 17**     |
| 13                                     | 8        | Nico Rosberg       | Mercedes             | 1:47,724 | 1:57,108 |            | 11       |
| 14                                     | 16       | Daniel Ricciardo   | Toro Rosso-Ferrari   | 1:47,266 | 1:57,132 |            | 12       |
| 15                                     | 19       | Bruno Senna        | Williams-Renault     | 1:47,105 | 1:57,426 |            | 13       |
| 16                                     | 17       | Jean-Éric Vergne   | Toro Rosso-Ferrari   | 1:47,705 | 1:57,719 |            | 23***    |
| 17                                     | 15       | Sergio Pérez       | Sauber-Ferrari       | 1:46,494 | 1:57,895 |            | 15       |
| 18                                     | 3        | Jenson Button      | McLaren-Mercedes     | 1:48,044 |          |            | 16       |
| 19                                     | 21       | Vitalij Petrov     | Caterham-Renault     | 1:49,027 |          |            | 18       |
| 20                                     | 20       | Heikki Kovalainen  | Caterham-Renault     | 1:49,477 |          |            | 19       |
| 21                                     | 24       | Timo Glock         | Marussia-Cosworth    | 1:51,618 |          |            | 20       |
| 22                                     | 22       | Pedro de la Rosa   | HRT-Cosworth         | 1:52,742 |          |            | 21       |
| 23                                     | 23       | Narain Karthikeyan | HRT-Cosworth         | 1:53,040 |          |            | 22       |
| Nem érték el a 107%-os időt (1:53,718) |          |                    |                      |          |          |            |          |
|                                        | 25       | Charles Pic        | Marussia-Cosworth    | 1:54,143 |          |            | 24****   |
| Forrás:                                |          |                    |                      |          |          |            |          |

Megjegyzés:
* — Nico Hülkenberg váltócsere miatt 5 rajthelyes büntetést kapott.
** — Kobajasi Kamui 5 helyes rajtbüntetést kapott, mert az európai nagydíjon Felipe Massával ütközött.
*** — Jean-Éric Vergne 10 helyes rajtbüntetést kapott, mert az európai nagydíjon Heikki Kovalainennel ütközött.
**** — Charles Pic nem futotta meg a 107%-os időlimitet az időmérő első részében. Végül a versenybírók engedélyezték a versenyen való indulását. Kapott egy 5 rajthelyes büntetést is váltócsere miatt.

## Futam
A brit nagydíj futamát július 8-án rendezték.
| helyezés | rajtszám | versenyző          | csapat/motor         | futott kör | idő/kiesés oka | rajthely | pont |
| -------- | -------- | ------------------ | -------------------- | ---------- | -------------- | -------- | ---- |
| 1        | 2        | Mark Webber        | Red Bull-Renault     | 52         | 1:25:11,288    | 2        | 25   |
| 2        | 5        | Fernando Alonso    | Ferrari              | 52         | +3,060         | 1        | 18   |
| 3        | 1        | Sebastian Vettel   | Red Bull-Renault     | 52         | +4,836         | 4        | 15   |
| 4        | 6        | Felipe Massa       | Ferrari              | 52         | +9,519         | 5        | 12   |
| 5        | 9        | Kimi Räikkönen     | Lotus-Renault        | 52         | +10,314        | 6        | 10   |
| 6        | 10       | Romain Grosjean    | Lotus-Renault        | 52         | +17,101        | 9        | 8    |
| 7        | 7        | Michael Schumacher | Mercedes             | 52         | +29,153        | 3        | 6    |
| 8        | 4        | Lewis Hamilton     | McLaren-Mercedes     | 52         | +36,463        | 8        | 4    |
| 9        | 19       | Bruno Senna        | Williams-Renault     | 52         | +43,347        | 13       | 2    |
| 10       | 3        | Jenson Button      | McLaren-Mercedes     | 52         | +44,444        | 16       | 1    |
| 11       | 14       | Kobajasi Kamui     | Sauber-Ferrari       | 52         | +45,370        | 17       | 0    |
| 12       | 12       | Nico Hülkenberg    | Force India-Mercedes | 52         | +47,856        | 14       | 0    |
| 13       | 16       | Daniel Ricciardo   | Toro Rosso-Ferrari   | 52         | +51,241        | 12       | 0    |
| 14       | 17       | Jean-Éric Vergne   | Toro Rosso-Ferrari   | 52         | +53,313        | 23       | 0    |
| 15       | 8        | Nico Rosberg       | Mercedes             | 52         | +57,394        | 11       | 0    |
| 16       | 18       | Pastor Maldonado   | Williams-Renault     | 51         | +1 kör         | 7        | 0    |
| 17       | 20       | Heikki Kovalainen  | Caterham-Renault     | 51         | +1 kör         | 19       | 0    |
| 18       | 24       | Timo Glock         | Marussia-Cosworth    | 51         | +1 kör         | 20       | 0    |
| 19       | 25       | Charles Pic        | Marussia-Cosworth    | 51         | +1 kör         | 24       | 0    |
| 20       | 22       | Pedro de la Rosa   | HRT-Cosworth         | 50         | +2 kör         | 21       | 0    |
| 21       | 23       | Narain Karthikeyan | HRT-Cosworth         | 50         | +2 kör         | 22       | 0    |
| ki       | 15       | Sergio Pérez       | Sauber-Ferrari       | 11         | baleset        | 15       | 0    |
| ki       | 11       | Paul di Resta      | Force India-Mercedes | 2          | baleset        | 10       | 0    |
| ni       | 21       | Vitalij Petrov     | Caterham-Renault     | 0          | motor          | 18       | 0    |

## A világbajnokság állása a verseny után
| H   | Versenyzők       | Pont | H   | Konstruktőrök        | Pont |
| --- | ---------------- | ---- | --- | -------------------- | ---- |
| 1.  | Fernando Alonso  | 129  | 1.  | Red Bull-Renault     | 216  |
| 2.  | Mark Webber      | 116  | 2.  | Ferrari              | 152  |
| 3.  | Sebastian Vettel | 100  | 3.  | Lotus-Renault        | 144  |
| 4.  | Lewis Hamilton   | 92   | 4.  | McLaren-Mercedes     | 142  |
| 5.  | Kimi Räikkönen   | 83   | 5.  | Mercedes             | 98   |
| 6.  | Nico Rosberg     | 75   | 6.  | Sauber-Ferrari       | 60   |
| 7.  | Romain Grosjean  | 61   | 7.  | Williams-Renault     | 47   |
| 8.  | Jenson Button    | 50   | 8.  | Force India-Mercedes | 44   |
| 9.  | Sergio Pérez     | 39   | 9.  | STR-Ferrari          | 6    |
| 10. | Pastor Maldonado | 29   | 10. | Caterham-Renault     | 0    |

(A teljes táblázat)